# MK Pionjär

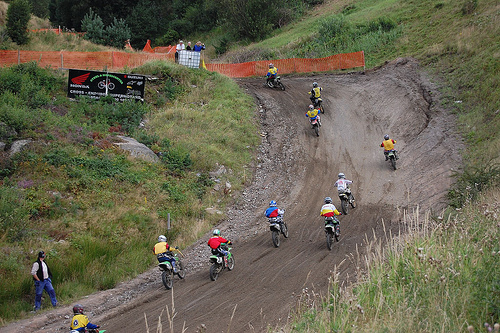
Tidigare motocrossbanan vid Blixås, Mölndal

Motorklubben Pionjär (MK Pionjär) är en ideell idrottsförening i Mölndal, med verksamhet inom motocross, enduro och trial. Klubben bildades 1962 och satsade tidigt på ungdomsverksamhet. Klubben hade en arrendefri anläggning på kommunens mark fram till våren 2015 vid Blixås (västra Balltorp, Mölndal) med banor för motocross och enduro. 
Under 2011 hade föreningen 580 medlemmar enligt deras egen bidragsansökan daterad 2012-03-15 till Mölndals Stad. Av dessa var 148 st mellan 7 och 20 år, varav 37 bodde inom kommunens gränser.
Sedan 2004, då byggplanerna för bostäder påbörjades, har kommunen försökt att hitta en annan plats där klubben kan bygga en ny bana - men utan att lyckas. Flera platser har utretts och fallit; Sandsjöbacka med naturområde och dyr anslutningsväg, Hällesåker på grund av starkt motstånd bland boende, vid flygplatsen i Härryda där Göteborg Landvetter Airport sa nej, Sisjöns skjutfält där utbyggnaden av Balltorp skulle äventyras och Gastorp väster om E6 i Lindome där bullernivåerna skulle bli ohanterliga.
Klubben överklagade kommunens byggplaner i juli 2010 ända upp till regeringen, som avslog deras överklagan i november 2011. 